# 世襲親王家
世襲親王家是指自南北朝時代至江戶時代，不論與當時的天皇血緣是否親近，都會受到親王宣下而成為親王的身位而持續存在的四個宮家，又稱為定親王家。

## 概略
鎌倉時代以後，由於親王宣下的制度，使得本來沒有資格繼承皇位的二代以後的王、上皇養子，其所受封的親王稱號被後世子孫承襲的情況非常普遍，此情況被後世稱為世襲親王家，而這也是現在創設宮家的源流。例如鎌倉時代中期的順德天皇，他的兩個皇子岩倉宮忠成王、四辻宮善統親王，其宮號就被其子孫所承襲下去。
真正被普遍認為是世襲親王家之開端者，是鎌倉時代的龜山天皇之皇子—恆明親王所創設的常盤井宮，及後二条天皇的皇子邦良親王所創設的木寺宮。上述兩位親王，原本都有繼承皇位的可能性，但受到當時持明院統及大覺寺統的兩統迭立之影響，因此無法繼承皇位。而兩位親王所擁有的領地和莊園，皆被他們的後世子孫作為主要的經濟基礎。
最初的世襲親王家是伏見宮，為以北朝崇光天皇的兒子榮仁親王為祖的世襲宮家。
之後到了安土桃山時代，因為朝廷及皇室的權力日漸衰退的影響，因此世襲親王家的創設，如果沒有朝廷以外的經濟力量支援，將變得非常困難，對朝廷來說不如接受情況的改變。之後隨著政權的統一而創設的宮家有桂宮、有栖川宮、閑院宮等三個宮家，而且此三宮家的影響力媲美早前的伏見宮，這四個世襲親王家被稱為四親王家。
在明治維新以後，舊皇室典範廢除了世襲親王家的制度，世襲親王家的繼承者將不再受到親王宣下，如第25代伏見宮博恭王，其身位便是王而非親王。

## 四親王家
- 伏見宮家，為北朝第三代天皇—崇光天皇之第一皇子榮仁親王所創設，伏見宮家到了第三代當主貞成親王時，其第一王子彥仁王在稱光天皇駕崩後繼承皇位，為後花園天皇。

- 桂宮家，為正親町天皇的第一皇子陽光院誠仁親王的第六王子—智仁親王所創設，智仁親王原為豐臣秀吉之養子，之後豐臣秀吉的側室—淀殿在1589年生下了豐臣鶴松，因而解除了和智仁親王之間的養父子關係，並由豐臣秀吉奏請朝廷，同年12月賜予智仁親王領地及「八条宮」的宮號，這是桂宮家的開端，以後八条宮延續了很長一段時間，期間立經過常磐井宮、京極宮、桂宮等改稱。而桂宮家從安土桃山時代創設八条宮家以來，一直延續到明治時代的桂宮家，因第十二代當主桂宮淑子內親王在1881年過世而斷嗣為止，存續了共二百九十二年。之後在昭和63年（1988年），三笠宮家崇仁親王之次子宜仁親王創設了同名的桂宮家，不過和上述的桂宮家並無任何關係。

- 家，在寬永2年（1625年），由後陽成天皇的第七皇子好仁親王所創設，最初創設時稱高松宮，之後因好仁親王沒有後嗣，由後水尾天皇的第六皇子良仁親王，以好仁親王之外甥的身分、迎娶好仁親王之女明子女王為妻，準備繼承高松宮成為第二代當主，但之後因為政局所需，繼承皇位成為後西天皇，高松宮家第二代當主便由後西天皇之子幸仁親王繼承，並改號為有栖川宮。

- 閑院宮家，因擔心皇統斷絕，而由新井白石建議所創設的宮家，由東山天皇的第六皇子直仁親王所創設，並由德川幕府獻上1000石的領地，享保三年（1718年），由直仁親王之兄中御門天皇賜下「閑院宮」之宮號。之後第二代當主典仁親王之子—兼仁親王，繼承皇位成為第119代光格天皇。

四親王家的存在直到明治時代，桂宮家率先斷嗣；其後至大正時代，有栖川宮家也絕嗣。日本投降後，在駐日盟軍總司令部的指示下，伏見宮和閑院宮兩個宮家與其他9個宮家一同裁撤，其所有成員均皇籍脫離成為平民，四親王家自此不復存在。

## 世襲親王家出身的天皇
- 第102代後花園天皇：伏見宮貞成親王第一皇子。
- 第111代後西天皇：有栖川宮第2代當主。
- 第119代光格天皇：閑院宮典仁親王第六王子。